# Michał Hoppe
Michał Wojciech Hoppe (ur. 1860, zm. 1922) – lekarz, polski działacz narodowy.

## Życiorys
Urodził się 23 kwietnia 1860 r. w Wilkowie w powiecie złotowskim. Był synem Józefa Jana, właściciela majątku Wilkowo i Konstancji z Szukalskich. W latach 1869–1879 uczył się w gimnazjum w Chojnicach i tam złożył egzamin maturalny.
Na uniwersytecie w Gryfii, gdzie studiował medycynę, zaprzyjaźnił się z Janem Bizielem. W 1884 r. uzyskał stopień doktora medycyny, a trzy lata później rozpoczął praktykę w Bukowcu w powiecie świeckim. Przez cztery lata pobytu w Bukowcu udzielał się w pracy nad budzeniem świadomości narodowej Polaków.
W 1900 r. przeniósł się na stałe do Bydgoszczy, gdzie kontynuował praktykę lekarską. Nadal prowadził działalność narodową, udzielając się niemal we wszystkich przedsięwzięciach podejmowanych przez polskich bydgoszczan.
Wspólnie z Pawłem Złotowskim i Józefem Englichem należał do założycieli Banku Ludowego stanowiącego oparcie dla kupców polskich. Wchodził w skład Dozoru Kościelnego przy kościele farnym oraz komitetu budowy kościoła Św. Trójcy. W 1907 r. wspólnie z dr Janem Bizielem pomagał w zainicjowaniu wydawnictwa „Dziennika Bydgoskiego” i otwarciu polskiej księgami. Należał do zarządu Domu Polskiego, stanowiącego centrum życia polskiego w Bydgoszczy. Przez władze pruskie był systematycznie i bezceremonialnie szykanowany.
Doczekał się niepodległości i powrotu Bydgoszczy do odrodzonego państwa polskiego. Jednak ciężka choroba uniemożliwiła mu bezpośredni udział w repolonizacji miasta. Niemal cały swój majątek oddał na rzecz ojczyzny, nabywając pożyczki państwowe.
Zmarł 5 października 1922 r. w Bydgoszczy.

### Rodzina
Michał Hoppe od 1889 r. był żonaty z Franciszką z Kamińskich. Miał dwóch synów i córkę.